# لولوبة كاسية
لولوبة كاسية (الاسم العلمي:Spiranthes casei) هي نوع من النباتات يتبع جنس اللولوبة من الفصيلة السحلبية.